# Marco Fabroni
Marco Fabroni (Castellanza, 4 agosto 1981) è un pallavolista italiano, palleggiatore della Pallavolo Azzurra Alessano.

## Carriera
Inizia la sua carriera nelle selezioni giovanili dell'Associazione Sportiva Volley Lube di Macerata, disputando un campionato di Serie C e uno di Serie B1, facendo qualche comparsa in prima squadra, senza però esordire in serie A1. Seguono due anni nella vicina Osimo, dove disputa altri due campionati di Serie B1.
Entra a far parte del gruppo delle nazionali giovanili italiane nel biennio 2000-01.
Nella stagione 2001-02 viene ingaggiato dal Perugia Volley, società con cui ottiene la promozione alla Serie A1. Dopo la parentesi di un anno nel massimo campionato italiano, seguono diversi campionati di Serie A2: due con il Cagliari Volley, uno con l'Associazione Sportiva Pinuccio Capurso Volley Gioia, uno con la Materdomini Volley di Castellana Grotte e infine, nella stagione 2007-08, quello con la Pallavolo Pineto, che gli vale la seconda promozione in Serie A1.
Rimane in Serie A1 ancora per due stagioni: la prima nelle file della Top Volley Latina e la seconda nel Modena.
Al termine dell'esperienza modenese viene ingaggiato per la stagione successiva dal Volley Segrate 1978. A seguito della rinuncia all'iscrizione del club lombardo si trasferisce nell'annata successiva al Corigliano Volley, dove resta per due stagioni, per poi passare all'Argos di Sora, nella stagione 2014-15, dove resta per altre due stagioni. Per il campionato 2016-17 è ancora nella serie cadetta vestendo la maglia dell'Emma Villas di Siena, con cui vince la Coppa Italia di categoria 2016-17.
Nella stagione 2018-19 si accasa al Tricolore di Reggio Emilia, sempre in Serie A2, categoria dove milita anche nell'annata 2019-20 con la New Mater, in quella 2020-21 con la Rinascita Lagonegro e in quella 2021-22 con il neopromosso Porto Viro.
Nell'annata 2022-23 disputa la sua prima stagione in Serie A3 con la maglia della Saturnia Acicastello.

## Palmarès

### Club
- Coppa Italia di Serie A2: 1

2016-17